# 魯森格拉本河 (多瑙河支流)
48°45′31.27″N 13°1′5.74″E / 48.7586861°N 13.0182611°E
魯森格拉本河是德國的河流，位於該國東南部，由巴伐利亞負責管轄，屬於多瑙河的支流，河道全長19.3公里，流域面積33.2平方公里。